# Gutiérrez Braun
Gutiérrez Braun es un distrito del cantón de Coto Brus, en la provincia de Puntarenas, de Costa Rica.

## Historia
Gutiérrez Braun fue creado el 31 de julio de 2014 por medio de Acuerdo Ejecutivo N° 45-2014-MGP.

## Geografía
Gutiérrez Braun cuenta con un área de 238,19 km² y una altitud media de 940 m s. n. m.

## Demografía
Para el último censo efectuado, en el 2011, Gutiérrez Braun no había sido creado, por lo que no se cuenta con datos demográficos.

## Localidades
- Cabecera: Fila Guinea
- Poblados: Alpha, Alturas de Cotón, Brisas, Fila Pinar, Fila San Rafael, Flor del Roble, Guinea Arriba, La Administración, Libertad, Poma, Río Marzo, Roble, Roble Arriba, Siete Colinas.

## Transporte

### Carreteras
Al distrito lo atraviesan las siguientes rutas nacionales de carretera:
- Ruta nacional 612